# ودي هولتون
ودي هولتون (بالإنجليزية: Woody Holton)‏ هو مؤرخ أمريكي، ولد في 15 يونيو 1959.